# Moonlight Sunrise
Moonlight Sunrise è un singolo discografico del girl group sudcoreano Twice, pubblicato nel 2023 come primo estratto dall'EP Ready to Be.

## Tracce
The Remixes EP
1. Moonlight Sunrise – 3:00
2. Moonlight Sunrise (House remix) – 3:38
3. Moonlight Sunrise (Club remix) – 3:51
4. Moonlight Sunrise (R&B remix) – 3:13
5. Moonlight Sunrise (instrumental) – 3:00

Durata totale: 16:42

## Classifiche
| Classifica (2023) | Posizione massima |
| ----------------- | ----------------- |
| Canada            | 62                |
| Filippine         | 11                |
| Giappone          | 7                 |
| Hong Kong         | 22                |
| Malaysia          | 19                |
| Singapore         | 11                |
| Corea del Sud     | 152               |
| Taiwan            | 6                 |
| Stati Uniti       | 84                |
| Ungheria          | 6                 |
| Vietnam           | 27                |